# Brougham Hall
Pour les articles homonymes, voir Brougham.
Brougham Hall est un manoir situé dans le village de Brougham, juste à l'extérieur de Penrith, Cumbria, Angleterre.

## Histoire

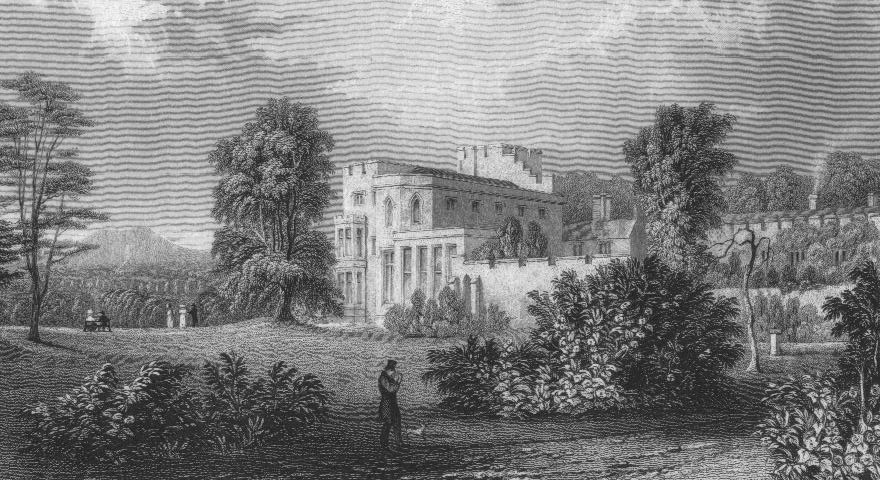
Brougham Hall en 1832

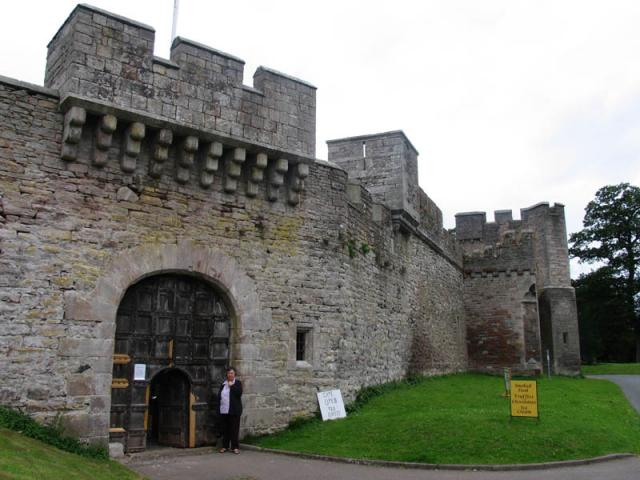
Brougham Hall

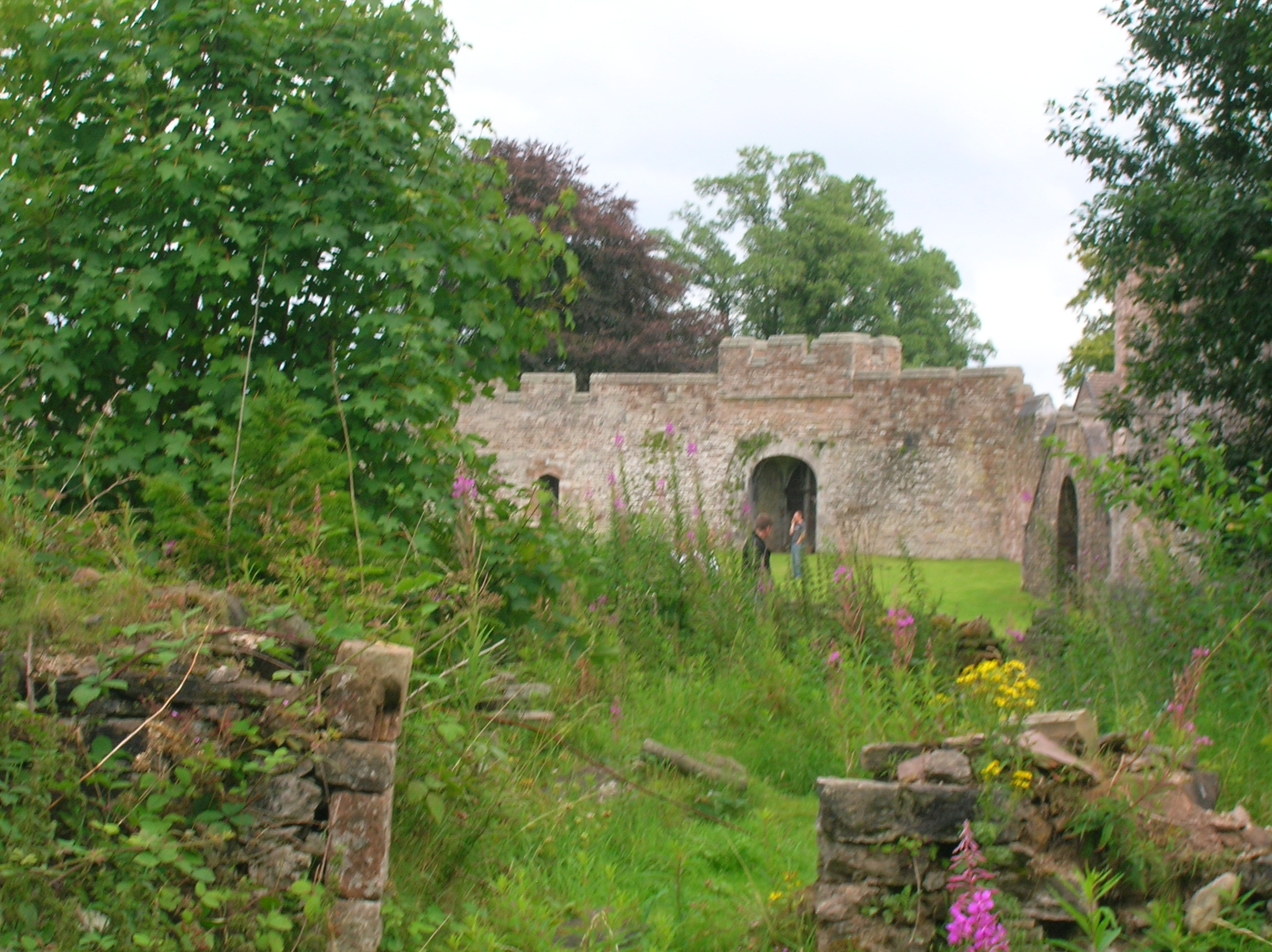
La cour depuis la terrasse, 2008

La famille de Burgham détenait peut-être des terres à Brougham à l'époque d'Édouard le Confesseur et est autorisée à conserver sa position après la conquête normande de l'Angleterre, qui a lieu après 1092 dans cette région. Un Wilfred de Burgham est enregistré sous le règne d'Henri II. Les de Burgham conservent leurs terres grâce au service militaire des seigneurs de Vieuxpont qui vivent au château de Brougham à proximité.
La maison passe entre les mains de diverses familles à l'époque médiévale. Anne Clifford, 14e baronne de Clifford, alors propriétaire du château de Brougham, achète un tiers de Brougham Hall en 1654. Entre autres améliorations, elle reconstruit la chapelle de St. Wilfrid's, achevée vers 1659. L'avocat de Lady Anne et plus tard son intendant, James Bird, achète son tiers du Hall et du manoir après sa mort (1676), étant la première personne à détenir l'intégralité du bâtiment depuis les de Brougham. La lignée masculine de la famille Birds of Brougham s'éteint et le propriétaire de l'époque du manoir et du domaine, Thomas Carleton, vend les deux à John Brougham de Scales en 1726. John Brougham appartient à une branche distincte de l'ancienne famille de Brougham et est « le membre le plus prospère de la famille Brougham au XVIIIe siècle », étant commissaire au service des accises pour l'Angleterre ainsi qu'avocat et écuyer local.
La partie la plus ancienne de la maison est le portail du XIIIe siècle, suivi de la salle Tudor, qui date d'environ 1480-1520. Le corps de garde du XVIIe siècle est construit par James Bird. La maison est proche du théâtre d'une bataille sanglante entre l'armée jacobite du prince Charles Edward Stuart et les forces gouvernementales (l'escarmouche de Clifton Moor), qui a lieu en décembre 1745.
L'arrivée au pouvoir d'Henry Brougham, 1er baron Brougham et Vaux, conduit à l'extension et à l'agrandissement de la maison entre 1830 et 1847, selon les plans de l'architecte Lewis Nockalls Cottingham. Les travaux de construction sont en grande partie supervisés par le frère de Henry, William Brougham, 2e baron Brougham et Vaux.
À partir de ce moment, Brougham Hall reçoit la visite de la « société » londonienne et d'autres personnalités, dont des membres de la famille royale. Cela culmine avec la visite, en 1905, du roi Édouard VII. Cependant, après la Première Guerre mondiale, Brougham Hall, comme de nombreuses autres maisons de campagne, est confrontée à une grave crise financière, aggravée par la nature dépensière de Victor Brougham, 4e baron Brougham et Vaux, et ses tentatives infructueuses pour consolider ses revenus en devenant un joueur professionnel. La maison est vendue par le 4e baron Brougham, pour tenter de payer ses nombreuses dettes, en 1934, puis revendue pour démolition.
De 1941 à 1945, il y a une installation secrète de développement de chars à Brougham Hall. Le projet est connu sous le nom de Canal Defence Light (CDL). Une plaque au Hall rend hommage aux hommes qui y ont travaillé pendant la guerre. Il y a aussi un bunker qui a été utilisé pendant la Seconde Guerre mondiale.
Après la Seconde Guerre mondiale, la maison reste abandonnée jusqu'à ce qu'elle soit achetée par Christopher Terry en 1967. M. Terry et sa femme, Alison, la restaurent.